# Joshua Jackson
Pour les articles homonymes, voir Josh Jackson.
Joshua Jackson est un acteur et réalisateur canadien, né le 11 juin 1978 à Vancouver (Colombie-Britannique).

## Biographie

### Jeunesse et formation
Joshua Jackson passe sa petite enfance en Californie, mais le divorce de ses parents le force à retourner à Vancouver pour vivre avec sa mère Fiona, directrice de casting, et sa sœur Aislaeigh. Son père est américain, originaire du Texas et sa mère est irlandaise, originaire de Dublin.
Passionné depuis son plus jeune âge par la comédie, il fait part à sa mère de son rêve et celle-ci accepte, croyant à une envie passagère.
Il participe à diverses auditions qui s’avèrent être brillantes et, dès l'âge de treize ans, il apparaît dans de très nombreuses campagnes publicitaires. Il commence sa carrière d'acteur avec une publicité pour une marque de chips.
Au lycée, Joshua ne brille pas, ce qui lui vaut une mauvaise réputation auprès de ses professeurs. Il est même renvoyé deux fois, temporairement, de son lycée.
Il n’obtient pas son diplôme mais n'a qu'une ambition : être acteur. En environ cinq ans, il enchaîne plus d’une dizaine de films pour la télévision et le cinéma.

### Carrière

#### Débuts précoces
En 1991, il joue son premier rôle au cinéma avec le film Crooked Hearts.
Peu après ses débuts en tant qu'acteur, Jackson décroche le rôle de Charlie Conway dans un film sur une équipe de hockey sur glace produit par Walt Disney Pictures, Les Petits Champions qui sort en 1992. Il y donne la réplique à Emilio Estevez. Cette production rencontre le succès ce qui génère une trilogie.
L'année suivante, il est à l'affiche de la comédie dramatique familiale menée par Adam Hann-Byrd, Timothy Bottoms et Olympia Dukakis, Digger.
En 1994, sort Les Petits Champions 2 de Sam Weisman et André, mon meilleur copain de George Miller. Et en 1996, Les Petits Champions 3, vient clore la série de films.

#### Révélation
Sa carrière décolle vraiment grâce à son rôle de Pacey Witter dans la série télévisée Dawson, diffusée sur le réseau The WB de 1998 à 2003. James Van Der Beek, Michelle Williams et Katie Holmes complètent la distribution principale. Cette série raconte les problèmes et surtout les premiers émois sentimentaux (voire sexuels) de quatre adolescents, dans la petite ville côtière et imaginaire de Capeside. Au cours des six saisons, de nombreux thèmes de société sont abordés (homosexualité, drogue, cancer, mort...).
Un rôle qui le propulse au rang de star, lui procurant une renommée internationale et lui permettant de décrocher des rôles dans des productions d'envergure. Joshua Jackson remporte notamment trois Teen Choice Awards du meilleur acteur dans une série télévisée.
Lorsque la série Dawson est à son apogée, Jackson apparaît dans plusieurs films dont Scream 2, Un élève doué, Sexe intentions et The Skulls : Société secrète. Il profite aussi de la pérennité du show, pour réaliser un épisode de la saison 6.
En 2000, il apparaît en tant que guest star dans la saison 12 des Simpson, doublant le personnage de Jesse Grass, un écologiste dont Lisa Simpson est amoureuse dans l'épisode Touche pas à ma forêt !. Il fait aussi une apparition (un caméo) dans Ocean's Eleven, où il joue son propre rôle dans une scène de poker avec Brad Pitt, George Clooney et Holly Marie Combs.

#### Cinéma et retour télévisuel

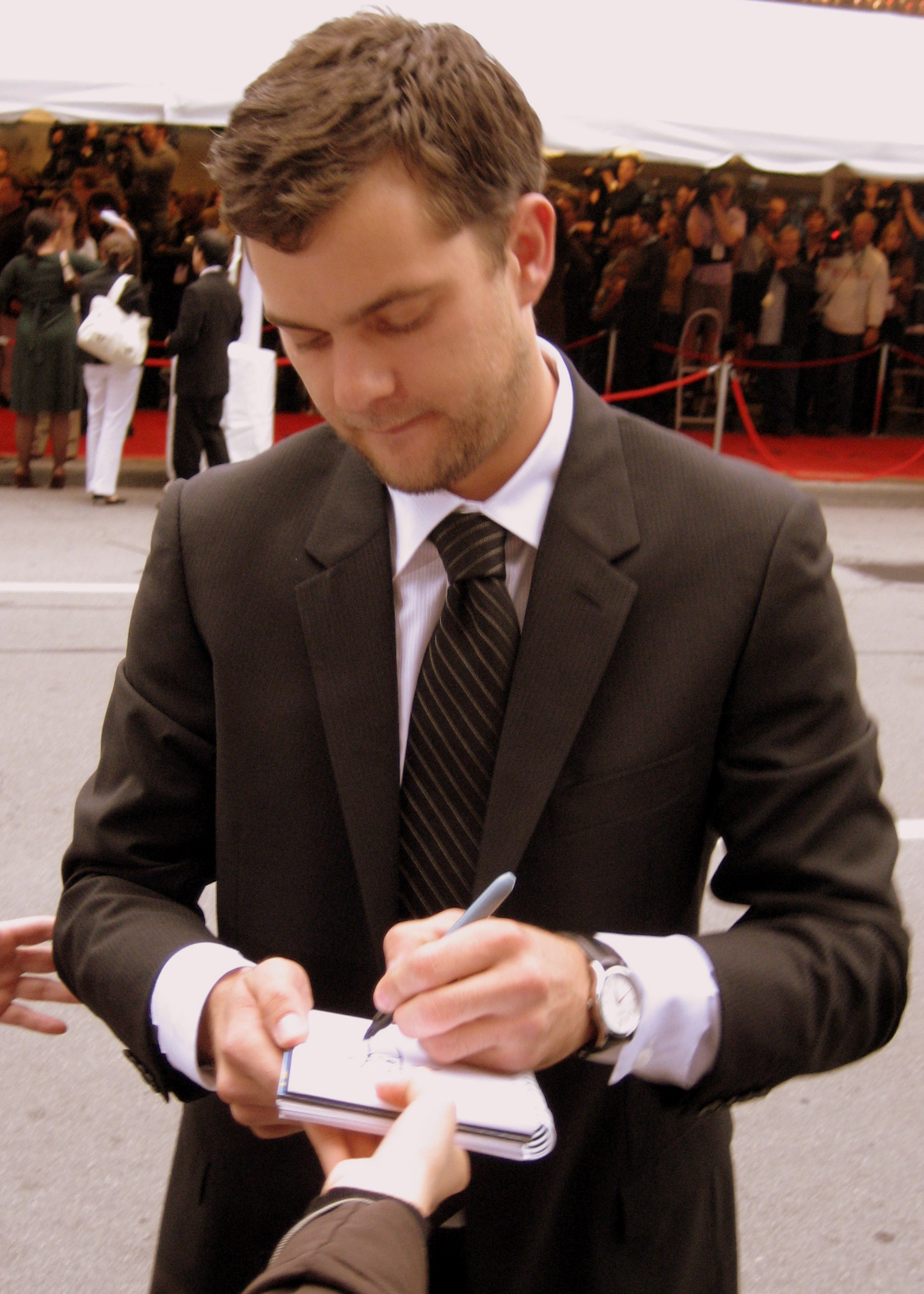
Joshua Jackson lors de la première de Bobby, au Festival international du film de Toronto 2006.

Après la série, il joue dans The Safety of Objects, avec Glenn Close (2001), Americano, avec Dennis Hopper, mais aussi dans le film indépendant Coup de foudre en Toscane avec Harvey Keitel (2005) et Aurora Borealis avec Donald Sutherland (2005).
En 2005, il joue dans le film d'horreur Cursed de Wes Craven avec Christina Ricci, mais ce projet est un échec artistique et financier.
En 2006, il joue dans le film choral, salué par les critiques, Bobby, de Emilio Estevez, puis en 2008, dans le drame d'action Bataille à Seattle.
À la rentrée 2008, sur la chaîne américaine Fox, il est à l'affiche de la série la plus attendue du moment : Fringe. Créée par J. J. Abrams, Roberto Orci et Alex Kurtzman, la série décroche le deuxième meilleur taux d'audience pour la saison 2008-2009, après la série Mentalist produite par CBS.
Durant cette période, il connaît le succès avec le film d'horreur Spirits du réalisateur japonais Masayuki Ochiai. Ce film est le remake américain du film d'horreur thaïlandais Spirits de Banjong Pisanthanakun et Parkpoom Wongpoom.

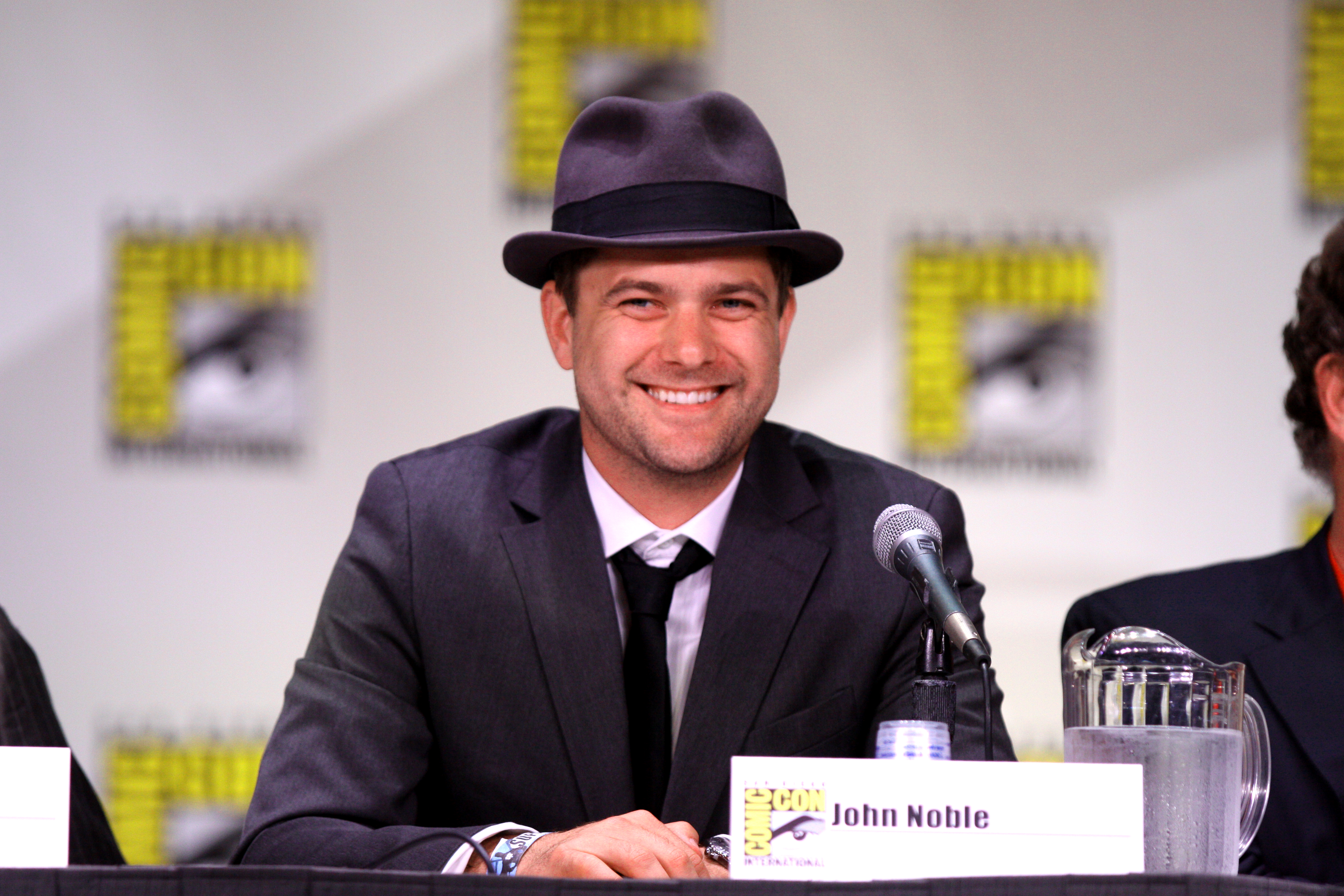
Lors de l'édition 2011 de la Comic-Con de San Diego, pour la promotion de la série télévisée Fringe.

Le 12 avril 2010, il reçoit un Prix Génie du meilleur acteur (l'équivalent des Oscars au Canada) pour sa performance dans le film One Week. BuddyTV l'a classé 9e dans le classement intitulé TV's 100 Sexiest Men of 2010 (« les 100 hommes les plus sexy de la télévision en 2010 »), et 19e l'année suivante.

#### Télévision et rôles réguliers

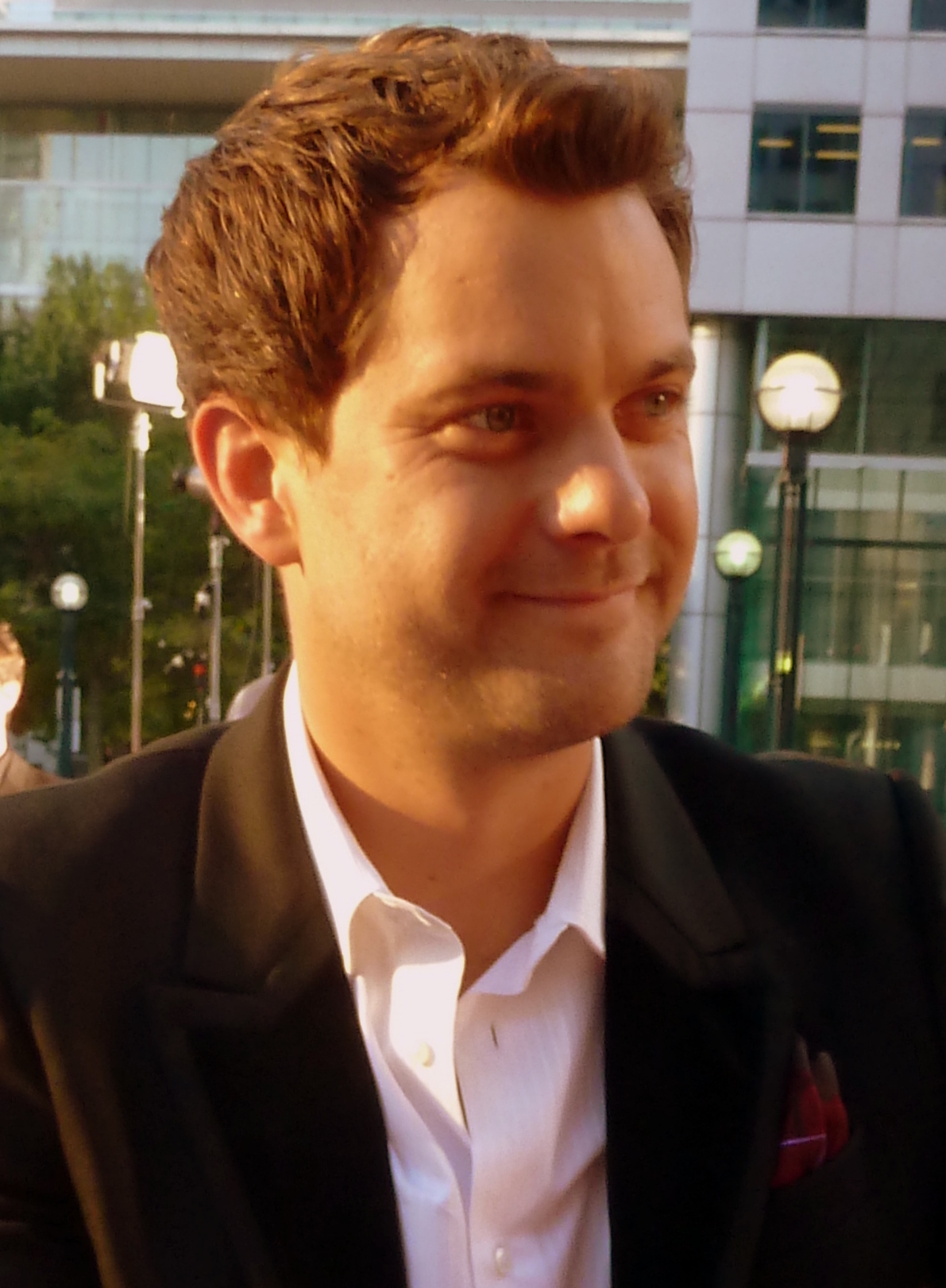
Au Festival international du film de Toronto 2012, pour la présentation du film Inescapable.

Fringe, qui lui permet de renouer avec les Teen Choice Awards, s'arrête finalement en 2013, au bout de cinq saisons. L'acteur rebondit rapidement en obtenant l'un des premiers rôles de The Affair,. Série télévisée dramatique qui explore les conséquences d'une relation extraconjugale entre Noah Solloway, professeur, et Alison Lockhart, serveuse, après leur rencontre à Montauk dans les Hamptons sur la côte est des États-Unis.
Un nouveau rôle pour l'acteur qui l'installe sur le petit écran et lui vaut une citation lors de la 43e cérémonie des People's Choice Awards. Cependant, il quitte la distribution principale pour la cinquième et dernière saison.
En 2019, il joue dans la mini-série socio-politique d'Ava DuVernay, distribuée par la plateforme Netflix, Dans leur regard. La série s'attaque à l'une des affaires judiciaires les plus compliquées des années 1980 aux U.S.A avec le viol d'une joggeuse à Central Park et l'arrestation de plusieurs hommes noirs qui en découle. Ce programme est largement plébiscité par la critique,,,,.
En 2020, il joue dans la mini-série Little Fires Everywhere, distribuée par la plateforme Hulu.

## Vie privée
Cette section ne s'appuie pas, ou pas assez, sur des sources secondaires ou tertiaires indépendantes du sujet. Le texte peut contenir des analyses inexactes ou inédites de sources primaires.
Pour l'améliorer, ajoutez-en, ou placez des modèles {{Source secondaire souhaitée}} ou {{Source secondaire nécessaire}} sur les passages mal sourcés. (novembre 2024)
De 1997 a 1999, Joshua a été en couple avec sa partenaire de jeu dans Dawson, Katie Holmes. Celle-ci a d'ailleurs cité l'acteur comme étant son « premier amour ».
Par la suite il se met en couple de 1999 à 2000 avec l'actrice Brittany Daniel, rencontrée sur le tournage de Dawson.
De 2002 à 2003, il fréquente l'actrice américaine Rosario Dawson.
Il a ensuite partagé la vie de l'actrice et mannequin allemande, Diane Kruger, d'avril 2006 à juillet 2016. Ils possédaient plusieurs propriétés, dont une à Paris, une à Vancouver et une à Los Angeles.
En 2017, il a eu une relation pendant neuf mois avec la mannequin et styliste Shafia West, avant de fréquenter l'actrice et mannequin, Alyssa Julya Smith, de mai à octobre 2018.
D'octobre 2018 à octobre 2023, il partage la vie de l'actrice britannique, Jodie Turner-Smith. Ils se sont mariés en secret le 19 décembre 2019, puis le 21 décembre 2019, ils ont annoncé attendre leur premier enfant. En avril 2020, Turner-Smith a donné naissance à une fille.
Depuis décembre 2023, l'acteur était en couple avec l’actrice Lupita Nyong'o. Cette dernière confirme leur séparation en octobre 2024.

## Filmographie

### Cinéma

#### Longs métrages
- 1991 : Crooked Hearts de Michael Bortman : Tom, à 11 ans
- 1992 : Les Petits Champions (The Mighty Ducks) de Stephen Herek : Charlie Conway
- 1993 : Digger de Rob Turner : Billy
- 1994 : Les Petits Champions 2 (The Mighty Ducks 2) de Sam Weisman : Charlie Conway
- 1994 : André, mon meilleur copain (Andre) de George Trumbull Miller : Mark Baker
- 1995 : Orky (Magic in the Water) de Rick Stevenson : Joshua Black
- 1996 : Les Petits Champions 3 (The Mighty Ducks 3) de Robert Lieberman : Charlie Conway
- 1997 : Scream 2 de Wes Craven : un élève
- 1998 : Un élève doué (Apt Pupil) de Bryan Singer : Joey
- 1998 : Urban Legend de Jamie Blanks : Damon Brooks
- 1999 : Sexe Intentions (Cruel Intentions) de Roger Kumble : Blaine Tuttle
- 2000 : The Skulls : Société secrète (The Skulls) de Rob Cohen : Lucas « Luke » McNamara
- 2000 : Fausses Rumeurs (Gossip) de Davis Guggenheim : Beau Edson
- 2001 : Ocean's Eleven de Steven Soderbergh : lui-même
- 2001 : The Safety of Objects de Rose Troche : Paul Gold
- 2002 : Le Projet Laramie (The Laramie Project) de Moisés Kaufman : Matt Galloway
- 2002 : Lone Star State of Mind de David Semel : Earl Crest
- 2003 : I Love Your Work d'Adam Goldberg : John
- 2005 : Zig Zag, l'étalon zébré (Racing Stripes) de Frederik Du Chau : le fils de Sir Trenton (voix originale)
- 2005 : Americano de Kevin Noland : Chris McKinley
- 2005 : Cursed de Wes Craven : Jake
- 2005 : Coup de foudre en Toscane (The Shadow in the Sun) de Brad Mirman : Jeremy Taylor
- 2005 : Aurora Borealis de James C.E. Burke : Duncan Shorter
- 2006 : Bobby d'Emilio Estevez : Wade
- 2007 : Bataille à Seattle (Battle in Seattle) de Stuart Townsend : Randall
- 2008 : Spirits (Shutter) de Masayuki Ochiai : Benjamin Shaw
- 2008 : One Week de Michael McGowan : Ben Tyler (également producteur exécutif)
- 2012 : Lady Vegas : Les Mémoires d'une joueuse (Lay the Favorite) de Stephen Frears : Jeremy
- 2012 : Inescapable de Ruba Nadda : Paul
- 2015 : Sky de Fabienne Berthaud : l'inspecteur Ruther
- 2025 : Karate Kid: Legends de Jonathan Entwistle : Victor

#### Courts métrages
- 1998 : The Battery de Robert Duncan McNeill : Jeffery
- 2010 : Pacey-Con d'Eric Appel : lui-même
- 2018 : MENEW: Baby You're Like a Drug de Joshua Butler : l'homme

### Télévision

#### Séries télévisées
- 1996 : Champs : Matt Mazzilli (saison 1, épisodes 2 et 4)
- 1997 : Au-delà du réel : L'aventure continue : Devon Taylor (saison 3, épisode 14)
- 1998 - 2003 : Dawson : Pacey Witter (rôle principal, 128 épisodes - également réalisateur d'un épisode)
- 2000 : Les Simpson : Jesse Grass (voix - saison 12, épisode 4)
- 2006 : Capitol Law : Mark Clayton (pilote non retenu par Paramount Network)
- 2008 - 2013 : Fringe : Peter Bishop (rôle principal - 100 épisodes)
- 2014 - 2019 : The Affair : Cole Lockhart
- 2016 : Unbreakable Kimmy Schmidt : Purvis (saison 2, épisode 8)
- 2019 : Dans leur regard : Mickey Joseph (mini-série, rôle récurrent - 1 épisode)
- 2020 : Little Fires Everywhere : Bill Richardson (mini-série)
- 2021 : Dr Death : Dr Christopher Duntsch (mini-série)
- 2023 : Fatal Attraction : Dan
- 2024 : Docteur Odyssée : Dr. Max Bankman

#### Téléfilms
- 1991 : Dette de sang de Stuart Cooper : Mac, jeune
- 1996 : Robin de Locksley de Michael Kennedy : John Prince, Jr.
- 1997 : Ronnie & Julie de Philip Spink : Ronnie Monroe
- 1997 : On the Edge of Innocence de Peter Werner : Sammy

## Voix francophones
En France, Alexandre Gillet est la voix régulière de Joshua Jackson.
Au Québec, Patrice Dubois est la voix la plus régulière de l'acteur.

## Distinctions
Sauf indication contraire ou complémentaire, les informations mentionnées dans cette section proviennent de la base de données IMDb.

### Récompenses
- 1999 : Teen Choice Awards du meilleur acteur pour Dawson (1998-2003).
- 2000 : Teen Choice Awards du meilleur acteur pour Dawson.
- 2000 : Young Hollywood Awards de la meilleure star masculine de demain.
- 2001 : Teen Choice Awards du meilleur acteur pour Dawson.
- 2005 : Ft. Lauderdale International Film Festival du meilleur acteur pour Aurora Borealis (2005).
- 2006 : Hollywood Film Festival de la meilleure distribution de l'année pour Bobby (2006) partagée avec Harry Belafonte, Joy Bryant, Nick Cannon, Emilio Estevez, Laurence Fishburne, Brian Geraghty, Heather Graham, Anthony Hopkins, Helen Hunt, David Krumholtz, Ashton Kutcher, Shia LaBeouf, Lindsay Lohan, William H. Macy, Svetlana Metkina, Demi Moore, Freddy Rodríguez, Martin Sheen, Christian Slater, Sharon Stone, Jacob Vargas, Mary Elizabeth Winstead et Elijah Wood.
- 2006 : Golden Graal Awards du meilleur jeune acteur international pour Coup de foudre en Toscane (2006).
- 30e cérémonie des prix Génie 2010 : Meilleur acteur pour One Week (2008).

### Nominations
- 1993 : Young Artist Awards de la meilleure jeune distribution dans une comédie familiale pour Les Petits Champions (1993) partagé avec Elden Henson, Shaun Weiss, Matt Doherty, Brandon Quintin Adams, J.D. Daniels, Aaron Schwartz, Garette Ratliff Henson, Marguerite Moreau, Jane Plank, Jussie Smollett, Vincent Larusso et Danny Tamberelli.
- 2000 : Teen Choice Awards du meilleur mensonge pour The Skulls : Société secrète (1999).
- 2002 : Teen Choice Awards du meilleur acteur pour Dawson (1998-2003).
- 2003 : Teen Choice Awards du meilleur acteur pour Dawson.
- Satellite Awards 2006 : Meilleur acteur pour Aurora Borealis (2006.
- 13e cérémonie des Screen Actors Guild Awards 2007 : Meilleure distribution dans un drame biographique pour Bobby (2006) partagé avec Harry Belafonte, Joy Bryant, Nick Cannon, Emilio Estevez, Laurence Fishburne, Brian Geraghty, Heather Graham, Anthony Hopkins, Helen Hunt, David Krumholtz, Ashton Kutcher, Shia LaBeouf, Lindsay Lohan, William H. Macy, Svetlana Metkina, Demi Moore, Freddy Rodríguez, Martin Sheen, Christian Slater, Sharon Stone, Jacob Vargas, Mary Elizabeth Winstead et Elijah Wood.
- 11e cérémonie des Teen Choice Awards 2009 : Meilleur acteur dans une série télévisée dramatique pour Fringe (2008-2013).
- 12e cérémonie des Teen Choice Awards 2010 : Meilleur acteur pour Fringe.
- 13e cérémonie des Teen Choice Awards 2011 : Meilleur acteur pour Fringe.
- 14e cérémonie des Teen Choice Awards 2012 : Meilleur acteur pour Fringe.
- 39e cérémonie des Saturn Awards 2013 : Meilleur acteur de télévision dans une série télévisée dramatique pour Fringe (2008-2013).
- 43e cérémonie des People's Choice Awards 2017 : Acteur de prime préféré pour The Affair (2014-2019).
- 44e cérémonie des People's Choice Awards 2018 : Acteur de prime préféré pour The Affair.
- 27e cérémonie des Critics' Choice Movie Awards 2022 : Meilleur acteur dans une mini-série où un téléfilm pou Dr Death (2021).
- 2022 : Critics' Choice Super Awards du meilleur vilain dans une mini-série où un téléfilm pou Dr Death.